# Маккейб, Тревис
Тревис Маккейб  (англ. Travis McCabe; род. 12 мая 1989 в Прескотте, штат Аризона, США) — американский профессиональный шоссейный велогонщик, выступающий за проконтинентальную команду «UnitedHealthcare».

## Достижения
2013
1-й Этап 4 Гран-при North Star
2014
1-й Уинстон-Сейлем Классик
1-й Этап 3 Гонка Джо Мартина
1-й Этап 5 Гран-при North Star
1-й Этап 3 Кескейд Классик
2-й Чемпионат США в групповой гонке
3-й Редлендс Классик
1-й Этап 3
2016
Тур Гилы
1-й  Очковая классификация
1-й Этап 2
1-й Этап 4 Тур Юты
1-й Этап 3 Гонка Джо Мартина
2-й Классика Филадельфии
3-й Редлендс Классик
1-й Этап 5
3-й Чемпионат США в групповой гонке
2017
1-й  Чемпионат США в критериуме
Тур Юты
1-й  Очковая классификация
1-й Этап 5
1-й  Очковая классификация Классика Колорадо
1-й  Очковая классификация Тур Гилы
1-й Этапы 2 & 8 Тур Лангкави
1-й Этап 3 Хералд Сан Тур
2018
Тур Юты
1-й  Очковая классификация
1-й Этапы 1 & 3
1-й Этап 4 Классика Колорадо